# ジョルジュ・クレラン
ジョルジュ・クレラン（Georges Jules Victor Clairin、1843年9月11日 - 1919年9月2日）はフランスの画家である。

## 略歴
パリで生まれた。1861年にパリのエコール・デ・ボザールに入学し、イジドール・ピルスやフランソワ＝エドゥアール・ピコに学んだ。1866年からサロン・ド・パリに出展を始めた。スペインを友人の画家、アンリ・ルニョーや彫刻家のマルチェロ（本名: アデル・ダフリー）と旅し、イタリアをフランソワ・フラマンやジャン＝レオン・ジェロームと旅した。モロッコにも旅し、モロッコではスペインの画家、マリアノ・フォルトゥーニと知り合い、共にモロッコの海岸の街、テトゥアンを訪れた。1895年には作曲家のカミーユ・サン＝サーンスとエジプトを旅した。
有名な舞台女優のサラ・ベルナールをモデルに多くの作品を残したことで知られる。またガルニエ宮（オペラ座）やパリ市庁舎などに装飾画も描いた。
1889年のパリ万国博覧会の展覧会で銀メダルを受賞し、1897年に、レジオンドヌール勲章を受勲した。1919年にパリで没した。

## 作品

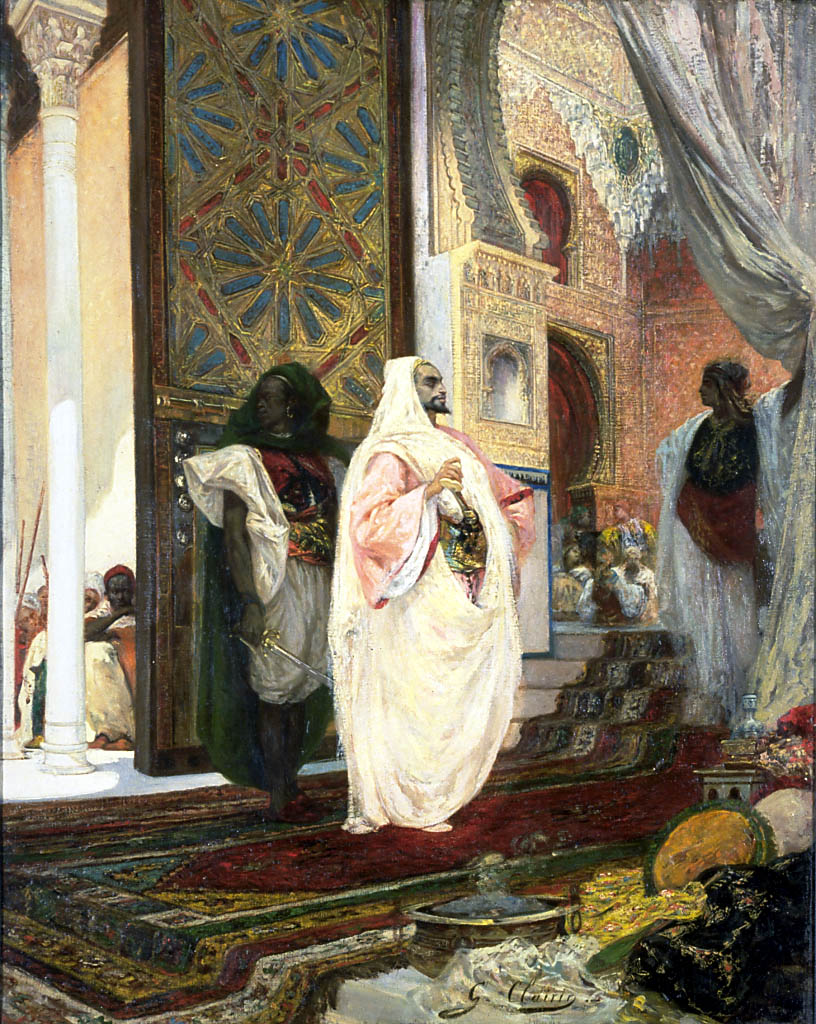
「ハレムの入り口で」
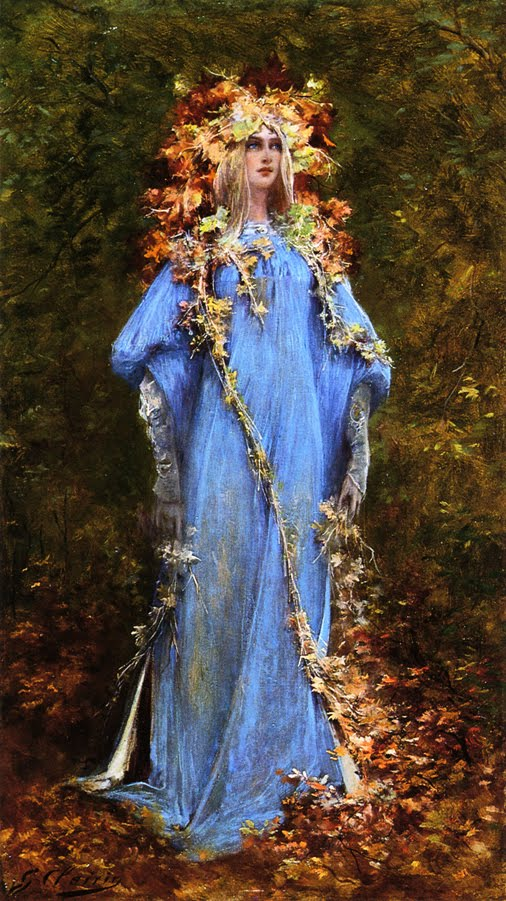
オフィーリア
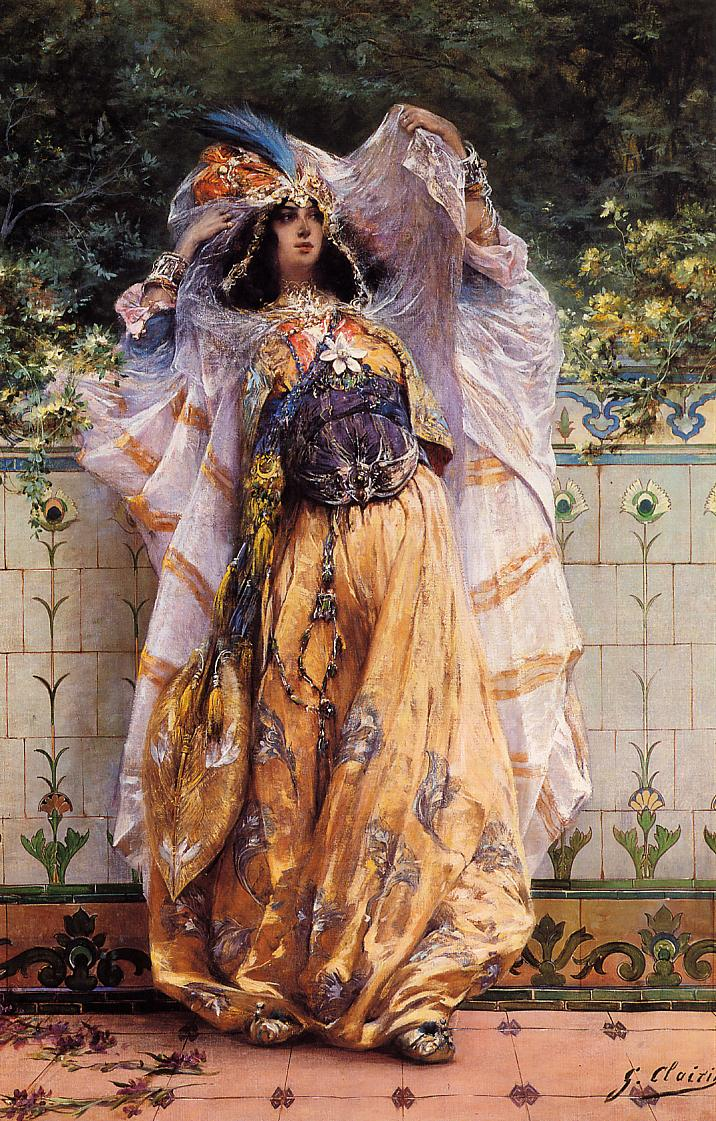
ハレムの踊り子
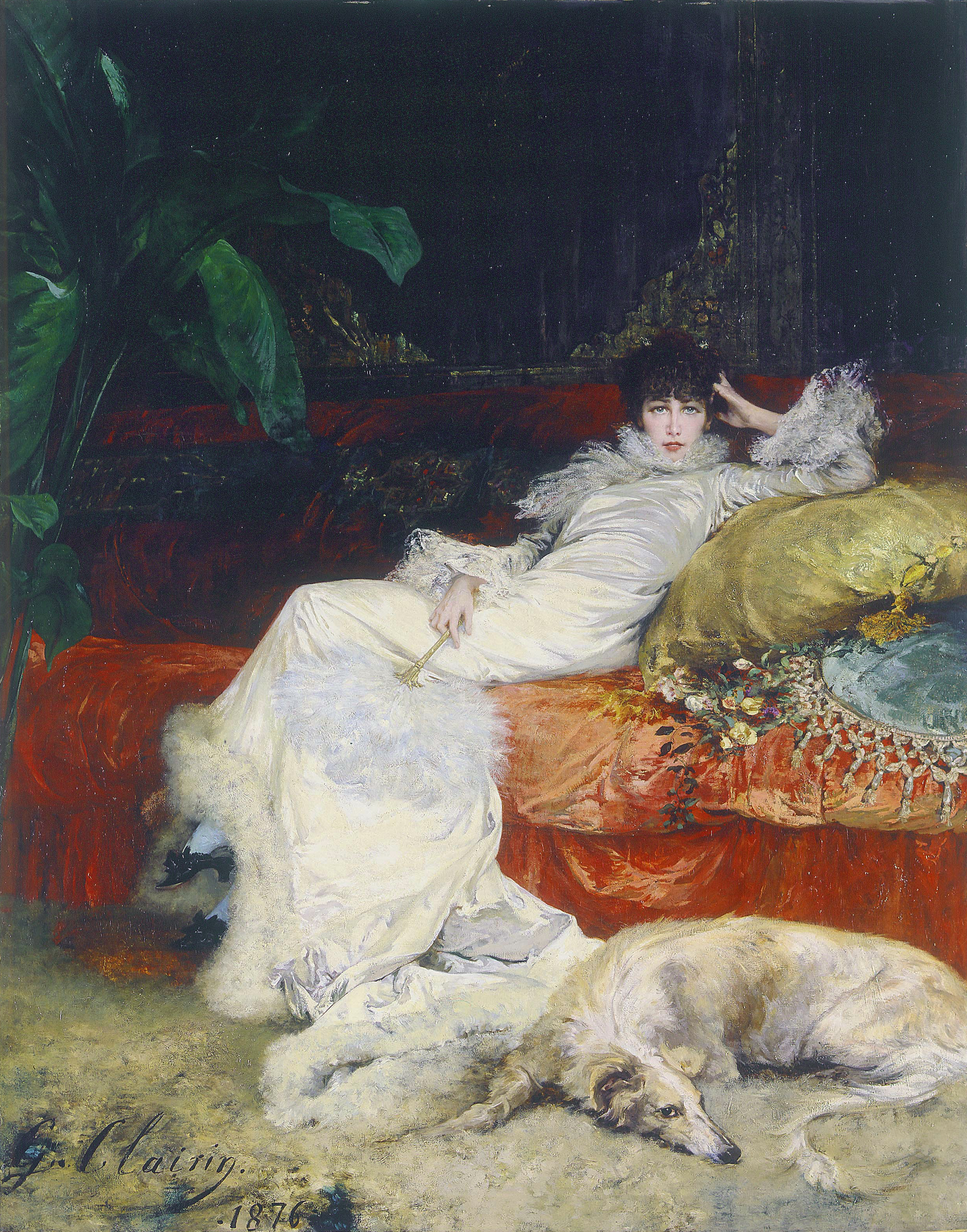
サラ・ベルナール

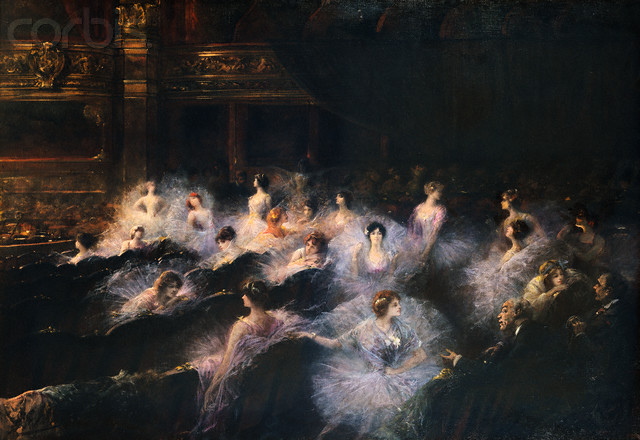
オペラのポーズ
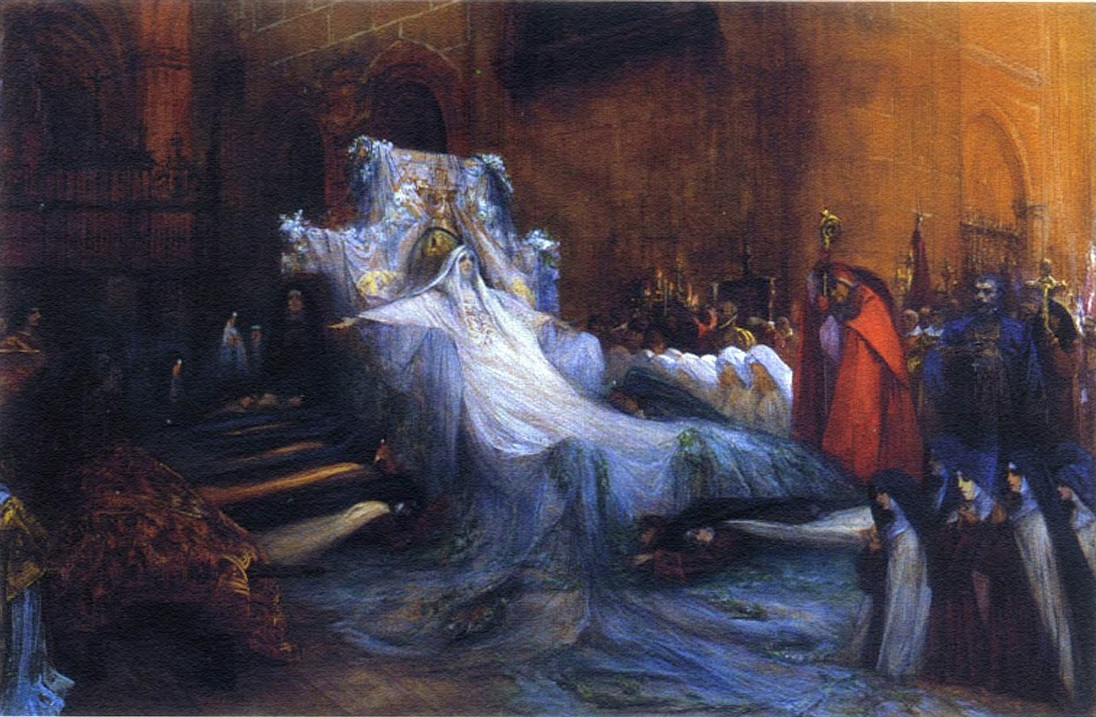
『アビラのテレサ』を演じるサラ・ベルナール
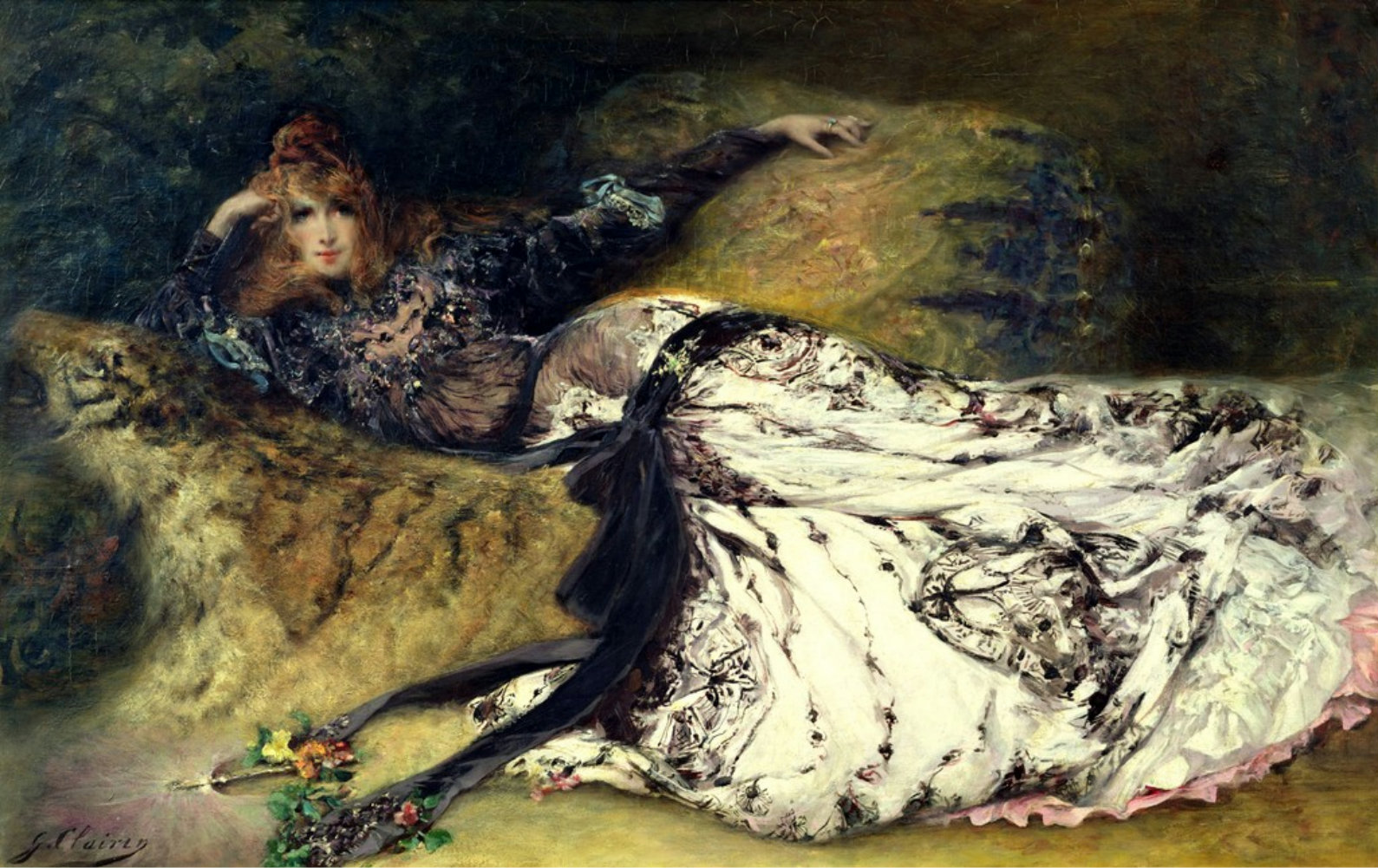
サラ・ベルナール